# Plan quinquennal en URSS
 (juin 2009).
Si vous disposez d'ouvrages ou d'articles de référence ou si vous connaissez des sites web de qualité traitant du thème abordé ici, merci de compléter l'article en donnant les références utiles à sa vérifiabilité et en les liant à la section « Notes et références ».
Le plan quinquennal en URSS est un document de planification économique gouvernemental fixant des objectifs de production, sur une période de cinq ans, utilisé en Union soviétique depuis le Ier Plan (1929-1933) jusqu'au XIIIe Plan (1991). Le comité de planification d'État soviétique Gosplan élaborait ces plans sur la base de la théorie des forces productives qui faisait partie de l'idéologie du Parti communiste pour le développement de l'économie soviétique. 
Plusieurs plans quinquennaux soviétiques n'ont pas occupé toute la période qui leur était impartie : certains ont été déclarés achevés avec succès plus tôt que prévu, d'autres ont pris beaucoup plus de temps que prévu, et d'autres encore ont échoué complètement et ont dû être abandonnés.

## Fonctionnement

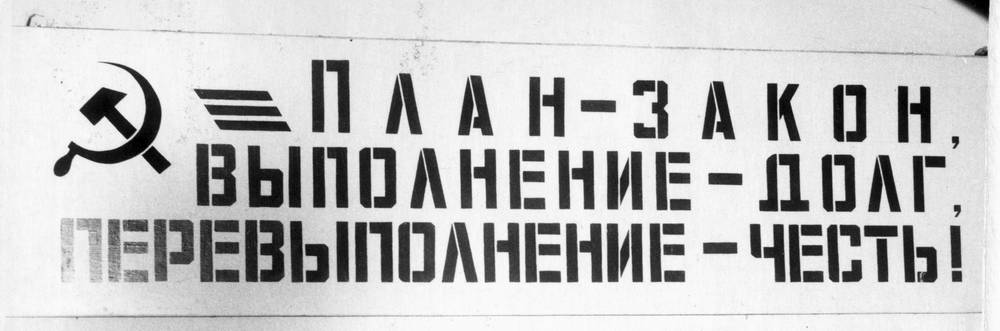
Le plan c'est la loi - L'accomplir, un devoir - En dépasser les objectifs, un honneur ! — affirme le slogan soviétique.

Bien que la planification soviétique est assimilée, en Occident, au plan quinquennal, il n'en est pas moins vrai que c'est le plan annuel qui reste impératif en Union soviétique et correspond plus à la réalisation d'un ensemble d'objectifs qu'à une simple orientation à caractère général (comme c'est le cas d'un plan quinquennal).
Pour réaliser ces plans, le Gosplan reçoit les informations nécessaires des administrations et des entreprises et à partir des commandements du gouvernement et du parti communiste, il élabore un projet de plan provisoire qu'il va leur envoyer pour consulter leur avis ; et lorsque ces observations sont réalisées, elles sont transmises au gosplan qui va réaliser, par la suite, le plan officiel qu'il va transmettre, en fin de compte, aux administrations et aux entreprises qui doivent l'appliquer, à titre obligatoire, sur le terrain.
Malgré ces caractères inédits dans l'histoire du fonctionnement des marchés, le plan soviétique fait appel, à côté de l'intervention, à titre impératif, de l'État, à des mécanismes du marché. En fonction des marchés (capital, travail et biens), le degré d'intervention n'est pas le même. Si, au niveau du marché du capital (par référence, essentiellement, à l'industrie lourde), le plan dirige, à la fois, les deux composantes du marché à savoir l'offre et la demande, il n'en va pas de même pour les deux autres marchés : le plan reste impératif au niveau de l'offre des biens et du travail, mais la demande est fixée, comme dans les pays capitalistes avancés, par des prix librement fixés.

## Plans quinquennaux en URSS
Le plan quinquennal s'inscrit dans un processus général de planification économique et fait partie d'un plan prospectif fixant des objectifs généraux pour les cinq années à venir (de production et d'industrialisation, notamment). Il peut être révisé chaque année, en fonction des résultats.

### Premier plan quinquennal 1928–1932

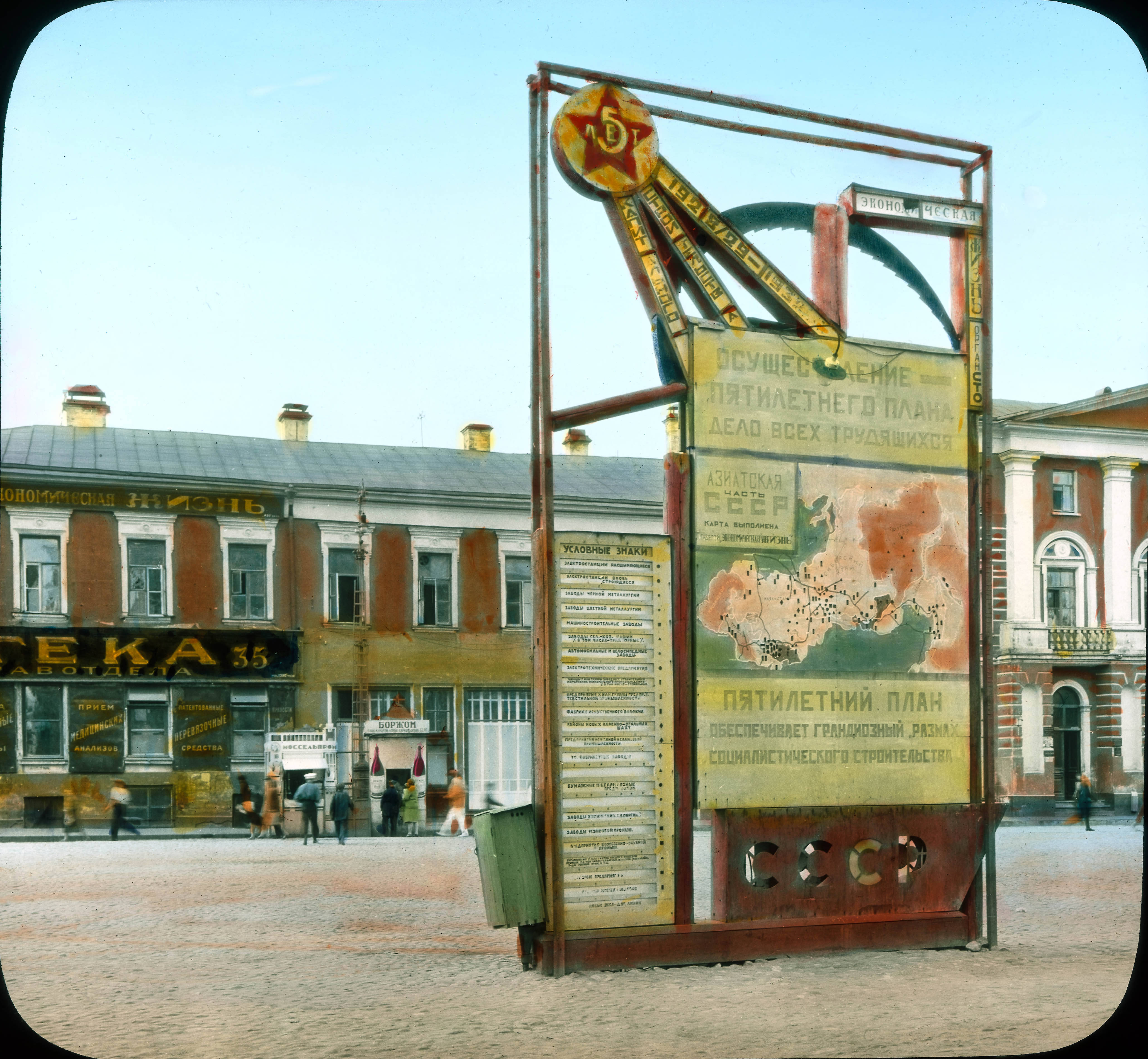
Grand panneau d'affichage avec des slogans sur le Plan quinquennal à Moscou (vers 1931).

Sur le plan militaire, la priorité est de doter l'Armée rouge de chars d'assaut, d'une artillerie efficace et d'une aviation de combat. Des travaux industriels structurant le complexe militaro-industriel soviétique à venir ont été amorcés, en commençant par les combinats sidérurgiques situés dans les bassins houillers. Ce plan prévoyait une hausse de 110% de la production.
De 1928 à 1940, le nombre d'ouvriers soviétiques dans l'industrie, la construction et les transports est passé de 4,6 millions à 12,6 millions et la production industrielle a grimpé en flèche. Le premier plan quinquennal de Staline a contribué à faire de l'URSS une nation industrielle de premier plan.
Durant cette période, les premières purges ont été lancées, visant de nombreuses personnes travaillant pour le Gosplan. Parmi celles-ci, il y a eu le procès de 1931 de Vladimir Bazarov (centré sur Vladimir Groman).
Staline a annoncé le début du premier plan quinquennal d'industrialisation le 1er octobre 1928, qui a duré jusqu'au 31 décembre 1932. Lorsque ce plan a débuté, l'URSS était la cinquième puissance industrielle, et avec le premier plan quinquennal, elle est passée en deuxième position, les États-Unis étant les seuls à occuper la première place.
Ce plan a permis d'atteindre les objectifs industriels en moins de temps que prévu initialement. Les objectifs de production ont été augmentés de 50% lors de la délibération initiale sur les objectifs industriels. L'accent a été mis en grande partie sur l'industrie lourde. Environ 86 % de tous les investissements industriels réalisés pendant cette période sont allés directement à l'industrie lourde. Officiellement, le premier plan quinquennal pour l'industrie a été réalisé à hauteur de 93,7% en seulement quatre ans et trois mois. Les moyens de production de l'industrie lourde ont dépassé le quota, enregistrant 103,4%. L'industrie légère, ou des biens de consommation, a atteint jusqu'à 84,9 % du quota qui lui avait été attribué. Cependant, il y a des spéculations concernant la légitimité de ces chiffres car la nature des statistiques soviétiques est notoirement trompeuse ou exagérée. Un autre problème est que la qualité a été sacrifiée pour atteindre la quantité, et que les résultats de la production ont généré des articles très variés. En conséquence, le rationnement a été mis en œuvre pour résoudre les pénuries chroniques de nourriture et d'approvisionnement.

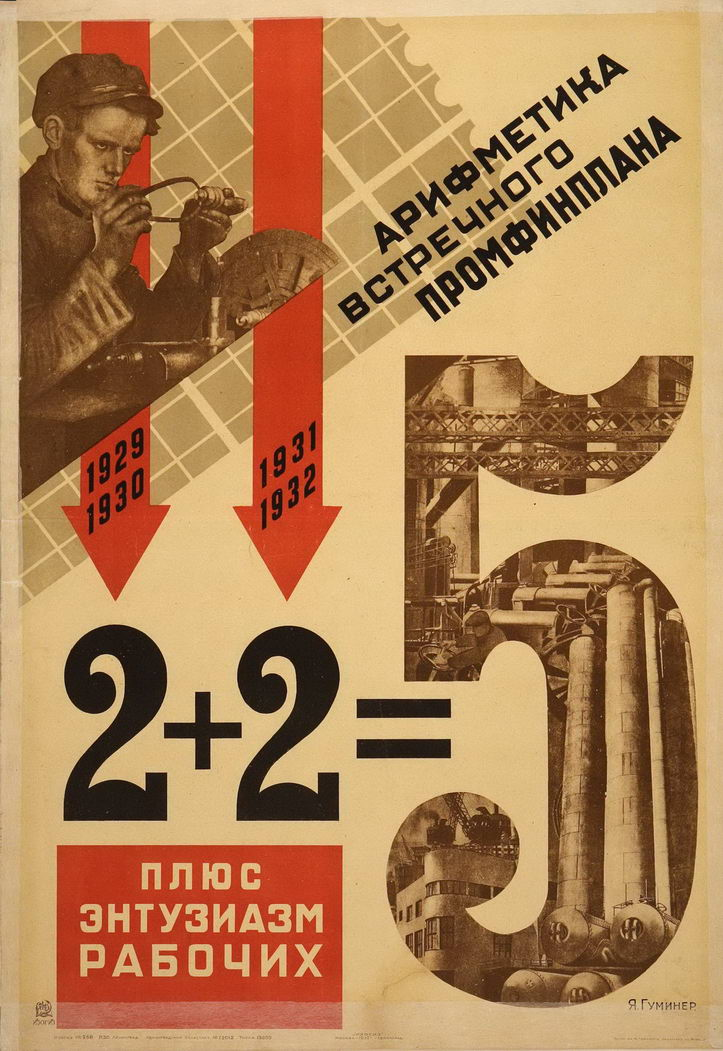
« L'arithmétique d'un contre-plan industriel et financier : 2 + 2 plus l'enthousiasme des ouvriers = 5 ». Affiche soviétique incitant à la mise en œuvre rapide du premier plan quinquennal. Réalisée par Yakov Guminer en 1931.

La propagande utilisée avant, pendant et après le premier plan quinquennal a comparé l'industrie à la bataille. Ce fut un grand succès. Ils utilisaient des termes tels que "fronts", "campagnes" et "percées", alors qu'en même temps, les travailleurs étaient forcés de travailler plus dur que jamais et étaient organisés en "troupes de choc", et ceux qui se rebellaient ou ne parvenaient pas à suivre leur travail étaient traités comme des traîtres. Les affiches et les prospectus utilisés pour promouvoir et faire connaître le plan rappelaient également la propagande du temps de guerre. Une métaphore militaire populaire a émergé du succès économique du premier plan quinquennal : "Il n'y a pas de forteresses que les bolcheviks ne puissent prendre d'assaut". Staline aimait particulièrement cela.
Le premier plan quinquennal n'était pas seulement une question d'économie. Ce plan était une révolution qui visait à transformer tous les aspects de la société. Le mode de vie de la majorité des gens a changé radicalement pendant cette période révolutionnaire. Le plan a également été appelé "le grand tournant". La propriété paysanne individuelle est abolie. Des villages entiers sont incorporés dans une économie villageoise (les kolkhozes) ou d'État (les sovkhozes), avec chacun leurs propres forces de marché. La collectivisation forcée des terres par le régime soviétique créé les conditions d'une famine massive en 1931-33, notamment en Ukraine, au Kazakhstan, et au sud de l'Oural, faisant entre 6 et 8 millions de morts. 
Mais au début, il y a eu une forte résistance à ce sujet. Les paysans ont mené une attaque totale pour protéger l'agriculture individuelle ; cependant, Staline ne considérait pas, à juste titre, les paysans comme une menace. Bien qu'ils constituent la plus grande partie de la population, ils n'ont aucune force réelle et ne peuvent donc pas constituer une menace sérieuse pour l'État. À l'époque, le plan de collectivisation ressemblait à une campagne militaire très sanglante contre le mode de vie traditionnel des paysans. Cette transformation sociale ainsi que l'incroyable essor économique se sont produits en même temps que l'ensemble du système soviétique, qui a pris sa forme définitive dans la décennie de 1930.
De nombreux universitaires estiment que quelques autres facteurs importants, tels que la politique étrangère et la sécurité intérieure, ont été pris en compte dans l'exécution du plan quinquennal. Si l'idéologie et l'économie ont joué un rôle majeur, la préparation de la guerre à venir a également affecté toutes les grandes parties du plan quinquennal. L'effort de guerre a vraiment repris en 1933 lorsque Hitler est arrivé au pouvoir en Allemagne. Il est difficile de documenter le stress que cela a causé sur la sécurité et le contrôle internes dans le plan quinquennal.
Bien que la plupart des chiffres soient surestimés, Staline a pu annoncer honnêtement que le plan avait été réalisé plus tôt que prévu, mais les nombreux investissements faits à l'ouest ont été exclus. Bien que de nombreuses usines aient été construites et que la production industrielle ait augmenté de façon exponentielle, elles n'étaient pas près d'atteindre leurs objectifs.
Si le projet a été couronné de succès, il a également connu de nombreux problèmes, non seulement en ce qui concerne le plan lui-même, mais aussi la rapidité avec laquelle il a été réalisé. Son approche de l'industrialisation était très inefficace et des ressources extrêmes ont été consacrées à la construction qui, dans de nombreux cas, n'a jamais été achevée. Ces ressources ont également été investies dans des équipements qui n'ont jamais été utilisés, ou dont on n'avait même pas besoin au départ. De nombreux biens de consommation produits pendant cette période étaient de si mauvaise qualité qu'ils ne pouvaient jamais être utilisés et étaient gaspillés.
Un des événements majeurs du premier plan quinquennal a été la famine de 1932-1933.

### Deuxième plan quinquennal 1932–1938
Le deuxième plan quinquennal voit une augmentation des chiffres de la production soviétique, avec une concentration dans les industries à haute intensité capitalistique. De grandes infrastructures sont construites sous ce plan quinquennal, comme le canal de la mer Blanche, construit grâce à 170 000 détenus  du Goulag qui y travaillèrent, dont 25 000 qui périrent au cours de sa construction.

### Troisième plan quinquennal 1938–1941
Le troisième plan quinquennal a été mis en application durant trois années, jusqu'à l'entrée en guerre de l'Union soviétique. 
Interrompue par l'offensive allemande de 1941, la production industrielle de l'Union soviétique devient dédiée à son industrie de l'armement

### Quatrième plan quinquennal 1946–1950

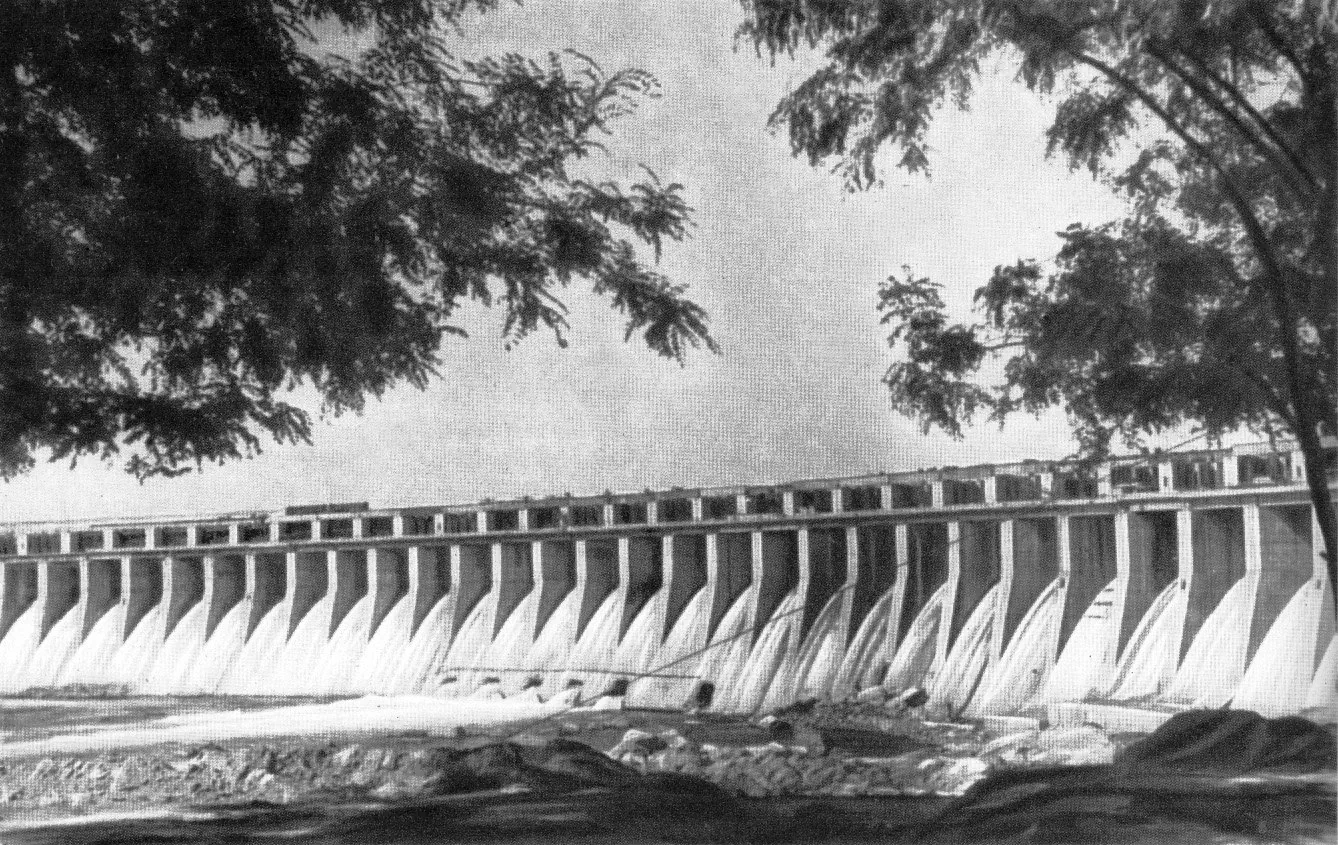
DnieproGuES, la centrale électrique du Dniepr, ici prise en photo en 1947, produit de l'électricité à partir de 1950 et constitue une des dix premières centrales dont Staline ait ordonné la remise en service après la guerre.

Le quatrième plan quinquennal abandonne l'économie de guerre plus relâchée pour une reprise de la planification, selon la théorie développée par Evgueni Samoïlovitch Varga, et à l'encontre des requêtes de Andreï Voznessenski.
Le IVe plan quinquennal (1946-1950) et le Ve, à partir de 1950, mettent, comme les
précédents, l’accent sur l’acier, les machines-outils, l’industrie chimique, l'énergie, le réseau de transport. Enfin, la répartition géographique de l’industrie soviétique répond plus à des considérations d’ordre stratégique et militaire qu’économique. La dispersion des nouvelles usines sur l’ensemble du territoire de l’Union a pour objectif, dans le prolongement des trois premiers plans quinquennaux, d’accentuer l’autonomie économique et militaire des diverses régions de l’URSS.
Face aux manques de ressources naturelles exploitées ressenti dans l'immédiat après-guerre, des prospecteurs identifient des sites miniers et l'Union soviétique commence à fonder des villes mono-industrielles à partir de ce plan quinquennal. Un total de 400 villes seront construites, dédiées à un complexe industriel le plus souvent minier, contribuant par une migration de peuplement à un  développement d'infrastructures tiré par l'économie dans les terres d'Oural et de Sibérie, jusque lors vides de zones urbaines. Un exemple est la ville nouvelle de Karaganda à la fin des années 1960.

### Cinquième plan quinquennal 1951–1955
Rattraper et dépasser les principaux États capitalistes au point de vue économique. (extrait de « Le Plan Quinquennal de l'URSS de 1946 à 1950 : des objectifs ambitieux »)

### Sixième plan quinquennal 1956–1960
Le plan quinquennal se concentre sur l'industrie lourde, ainsi qu’à la déstalinisation [réf. nécessaire].

### Septième plan quinquennal 1959–1965

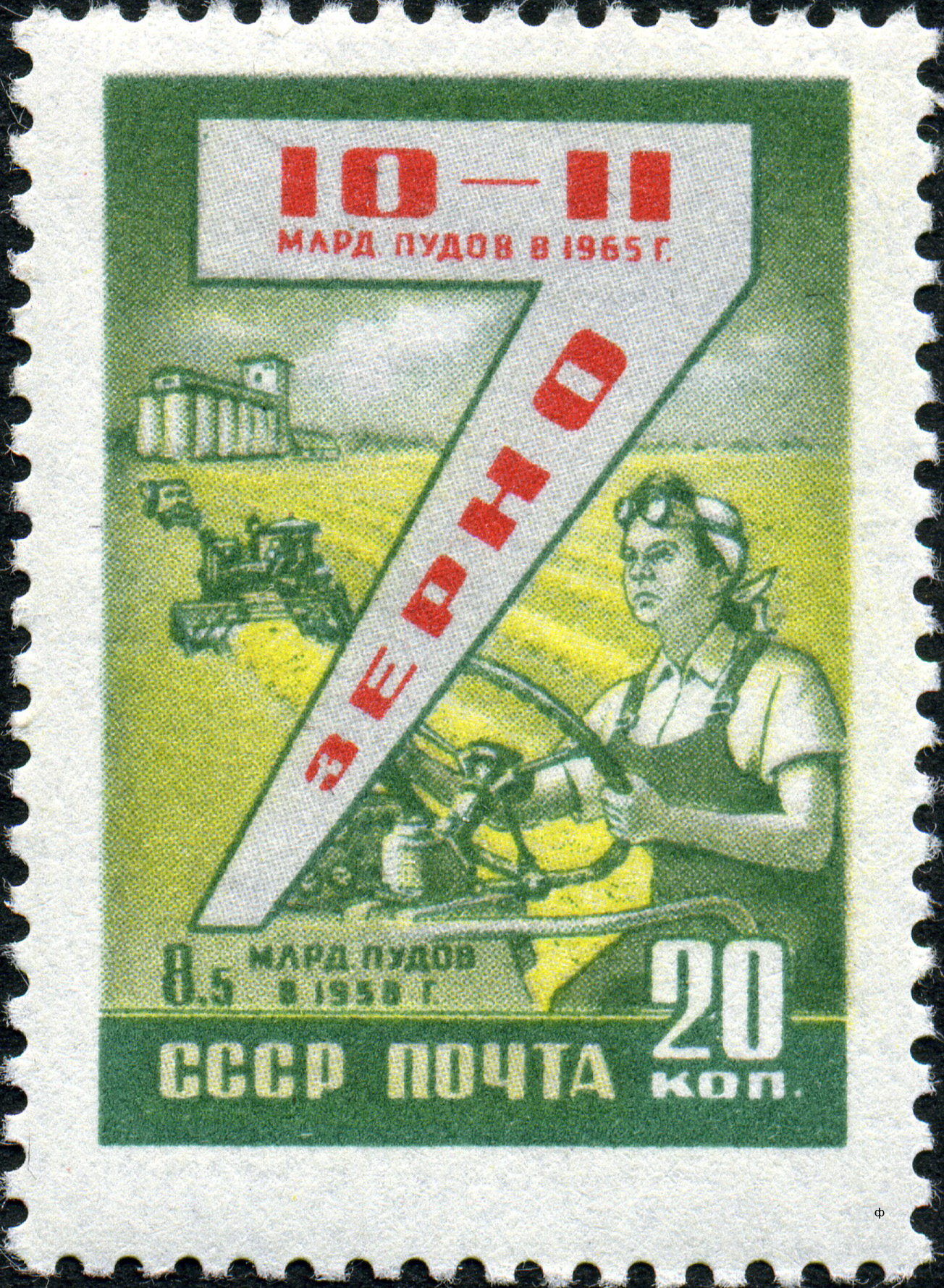
Timbre de 1959 consacré aux céréales représentant une conductrice de moissonneuse-batteuse en train de récolter des cultures.

À la différence des autres Khrouchtchev annonce clairement le but de ce 7e plan : « L'Union soviétique doit rattraper son retard et dépasser les pays capitalistes les plus développés ».
Le 7e plan quinquennal met l'accent sur les régions de l'Est (40 % de l'investissement). Le but est le développement de l'industrie chimique et du secteur de l'énergie. Ce plan prévoit également l'électrification des moyens de transport, le développement des industries de biens de consommation et l'augmentation de la production agricole.

### Huitième plan quinquennal 1966–1970
- 46% dans l’industrie de consommation 
- 52 % dans l’industrie lourde 

### Neuvième plan quinquennal 1971–1975
Qui prévoit de développer les industries de biens de consommation comme l'automobile avec l'aide d'entreprises occidentales (comme Renault ou Fiat)

### Dixième plan quinquennal 1976–1981
Le dixième plan quinquennal revient dans une optique d'opposition. Le rattrapage des PDEM n'est plus la priorité et l'industrie lourde redevient la principale priorité.

### Douzième plan quinquennal 1986–1990
Le douzième plan a commencé avec le slogan uskoreniye, l'accélération du développement économique (vite oubliée au profit d'une devise plus vague, la perestroïka) s'est terminé par une crise économique profonde dans pratiquement tous les domaines de l'économie soviétique, suivi d'une baisse de la production.
La loi de 1987 sur les entreprises d'État et les décrets de suivi concernant les khozraschyot et l'auto-financement dans divers domaines de l'économie soviétique visaient à la décentralisation afin de surmonter les problèmes de l'économie dirigée.

### Treizième plan quinquennal 1991
Le treizième plan quinquennal n'a duré qu'une année en raison de la dissolution du bloc soviétique, et concrètement de la dislocation de l'Union soviétique sur le plan politique. Sans cet événement, il aurait duré jusqu'en 1995.